# 楔子

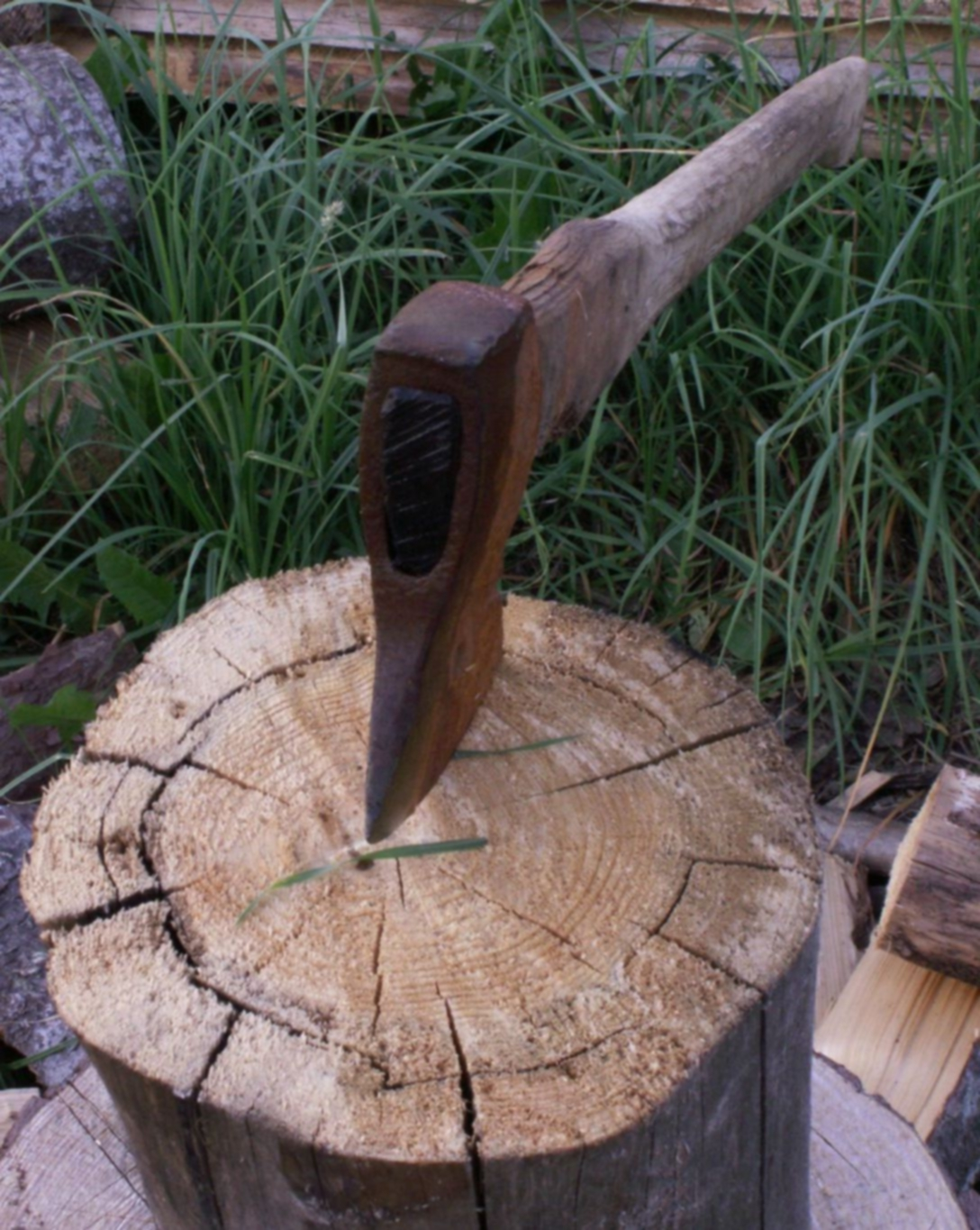
斧頭使用闊角度的楔子斬開木頭

楔子向下的力量轉化成對物件水平的力量

楔子（「楔」，Wedge），是一種簡單機械工具，由兩個斜面組成，用來將物件分開。原理主要是將楔子向下的力量轉化成對物件水平的力量。短小而闊角度的楔子能較快分開物件，常見使用楔子的工具包括斧頭及釘子等。
在製作框架木器時，若要兩根木頭垂直接合，則一根接合處鑿透方孔，另一根的接合端，則削成M形狀，插入接合後，強行釘入三角木片在M的凹處，以撐漲木頭，使接合更為緊密。這三角型的小木片，就是"楔子"。

## 楔和斜面的关系
其实楔和斜面有着很密切的关系。可以把楔想象成一个可以移动的斜面，当然也可以是两个背靠背的斜面。所以楔和斜面一样越长越薄也就越省力。使用楔是以楔作为参照物来看，是物体在斜面上运动。如当人们劈柴时，向下挥动斧头，斧头给木头一个力，同样的木头也给斧头一个力。而正是这个力使楔两边的木头沿楔的表面也就是斜面运动。